# Домброва-Гурнича Зомбковице
Домброва-Гурнича Зомбковице  (пол. Dąbrowa Górnicza Ząbkowice) — пассажирская и грузовая железнодорожная станция в городе Домброва-Гурнича (расположенная в дзельнице Зомбковице) Силезского воеводства Польши. Имеет 3 платформы и 5 путей.
Станция 2 класса«Зомбковицы» (польск. Ząbkowice) была построена, первый поезд прибыл 19 ноября (1) декабря 1847 года, на линии Варшаво-Венской железной дороги, проходившей по территории Царства Польского. Кроме того, с 1848 года отсюда начинается железнодорожная линия Домброва-Гурнича Зомбковице — Явожно-Щакова — Тшебиня — Краков-Главный.В 1889 году у станции 3 класс,в этом же году перестроено и расширено пассажирское здание, перестроена промежуточная платформа из гравия в каменную с покрытием бетонными плитами системы Деверса 3000х28/7.
Согласно договору на уступку Варшавско-Венской железной дороги частной Компании и по разрешению, последовавшему 19 сентября (1) октября 1857 года,  14 (26) августа 1859 года построена ветвь до Сосновиц, длиной 17 вёрст, с выходом на Прусскую границу без движения по Австрийской территории.

В 1897 году устроен  подъездной путь к электрохимическому заводу Общества "Электричество", длиной 1,124 версты.
11 марта 1901 года утверждён указ Императором Николаем II на сооружение ветвей от Зомбковиц до Сончова и копий "Игнатий", а 27 июня 1903 года указ об отчуждении земель для сооружения ветвей. 1(14) марта 1909 года открыто временное грузовое движение , с 1 июля 1912 года открыто правильное товарное движение Зомбковицы - Сончов  и Зомбковицы - Сташиц. 15 октября 1912 года открыто правильное пассажирское движение Зомбковицы - Сончов
10 февраля 1906 года открыто движение по подъездному пути к каменноугольной копи "Гродзец"
с 1976 года через неё проходит грузовая линия, ведущая к станции Домброва-Гурнича-Товарная. Нынешнее название станция носит с 1979 года.